# Jon Alston
Jonhenri Alston, detto Jon (Shreveport, 4 giugno 1983), è un ex giocatore di football americano statunitense.

## Carriera universitaria
Ha giocato con gli Stanford Cardinals, squadra rappresentativa dell'Università di Stanford.

## Carriera professionistica

### St. Louis Rams
Al draft NFL 2006 è stato selezionato come 77ª scelta dai Rams ed ha debuttato nella NFL il 17 dicembre 2006 contro gli Oakland Raiders. Ha giocato con la squadra speciale ma dopo un solo anno, il 1º settembre 2007, è stato svincolato.

### Oakland Raiders
Il 3 settembre 2007 firma con i Raiders un contratto di un anno, viene messo dapprima nella squadra dell'allenamento, poi successivamente entra a far parte dei 53 giocatori attivi del roster di squadra indossando la maglia numero 94.
Nell'anno successivo, dopo esser diventato exclusive rights free agent, firma un contratto di un altro anno e cambia il numero di maglia prendendo il 55.
Nella partita contro i New York Jets corre per 22 yard su un punt fintato. Purtroppo nell'overtime della partita su un kickoff subisce una distorsione al piede che lo costringe a saltare due partite.
L'anno successivo rifirma per un anno per 1,01 milioni di dollari. Il 25 novembre dopo aver subito una commozione cerebrale viene messo sulla lista infortunati, saltando il resto della stagione.

### Tampa Bay Buccaneers
Dopo esser diventato restricted free agent ha firmato il 12 marzo 2010 con i Buccaneers, scegliendo la maglia numero 50.
Il 3 marzo 2011 è stato svincolato.